# Institut za turizam
Institut za turizam je javni znanstveno-istraživački i savjetodavni institut u Hrvatskoj sa sjedištem u Zagrebu, osnovana 1959. kao Biro za investicije u turizmu. Institut pripada akademskoj i istraživačkoj zajednici pod ingerencijom je Ministarstva znanosti i tehnologije, ali je i kvalificirani partner turističkim subjektima u rješenjima konkretnih, praktičnih zadataka. Institut svoje iskustvo temelji na znanstvenom radu, stalnim istraživanjima i trajnom usavršavanju multidisciplinarnih radnih timova.

## Zadaća
Glavne zadaće kojima se bavi Institut za turizam su:
- Istraživanje
- Planiranje i razvoj
- Informacije i dokumentiranje podataka
- Obrazovanje
- Bibliotekarstvo
- Izdavaštvo

U sklopu svake jedinice razvijene su specijalizirane grupe proizvoda. Institut za turizam je savjetnik u traženju odgovora na pitanja suvremenog turističkog razvoja i upravljanja postojećim resursima za turističko gospodarstvo i državne institucije. Jedna od glavnih zadaća Instituta za turizam je i istraživanje konkurentnosti hrvatskog turizma i davanje preporuka za njegovo povećanje.

## Organizacija
Institut za turizam se sastoji od:
- Ravnateljstva
- Znanstvenog vijeća
- Upravnog vijeća

## Vanjska poveznica
- Institut za turizam